# Anisostachya rivalis
Anisostachya rivalis är en akantusväxtart som beskrevs av Raymond Benoist. Anisostachya rivalis ingår i släktet Anisostachya och familjen akantusväxter. Inga underarter finns listade i Catalogue of Life.